# Jan Fitschen
Jan Gerrit Fitschen (Nordhorn, 2 maggio 1977) è un ex mezzofondista tedesco.

## Palmarès
| Anno | Manifestazione | Sede     | Evento        | Risultato | Prestazione | Note |
| ---- | -------------- | -------- | ------------- | --------- | ----------- | ---- |
| 2003 | Universiadi    | Taegu    | 5000 m piani  | Argento   | 13'53"06    |      |
| 2003 | Universiadi    | Taegu    | 10000 m piani | Oro       | 29'39"47    |      |
| 2006 | Europei        | Göteborg | 10000 m piani | Oro       | 28'10"94    |      |
| 2007 | Mondiali       | Osaka    | 5000 m piani  | Batteria  | 13'48"39    |      |

## Altre competizioni internazionali
2002
- Coppa Europa di atletica leggera ( Annecy)

2005
- Coppa Europa di atletica leggera ( Firenze)

2006
- 4º in Coppa del mondo ( Atene), 5000 m piani - 13'45"38

2010
- 6º in Coppa Europa dei 10000 metri ( Marsiglia) - 28'32"20